# (1908) Pobeda
(1908) Pobeda (1972 RL2) – planetoida z pasa głównego asteroid okrążająca Słońce w ciągu 4,92 lat w średniej odległości 2,89 j.a. Odkryta 11 września 1972 roku.